# Eusebio Acasuzo
Eusebio Alfredo Acasuzo (Lima, 8 aprile 1952) è un ex calciatore peruviano.

## Carriera

### Club
Eusebio Acasuzo è stato il portiere di Union Huaral, Universitario e Club Bolívar.

### Nazionale
Il 25 luglio 1979 gioca la sua prima partita con la maglia della nazionale peruviana. Nel 1975 vince la Coppa America e nel 1982 partecipa ai mondiali in Spagna, occasione in cui la sua squadra viene eliminata al primo turno. Gioca la sua ultima partita con la nazionale peruviana il 27 ottobre 1985.

## Palmarès

### Club

#### Competizioni nazionali
- Campionato peruviano: 2

Unión Huaral: 1976
Universitario: 1982
- Campionato boliviano: 1

Bolívar: 1985

### Nazionale
- Campeonato Sudamericano de Football: 1

Copa América 1975